# Kemayoran (Dżakarta Centralna)

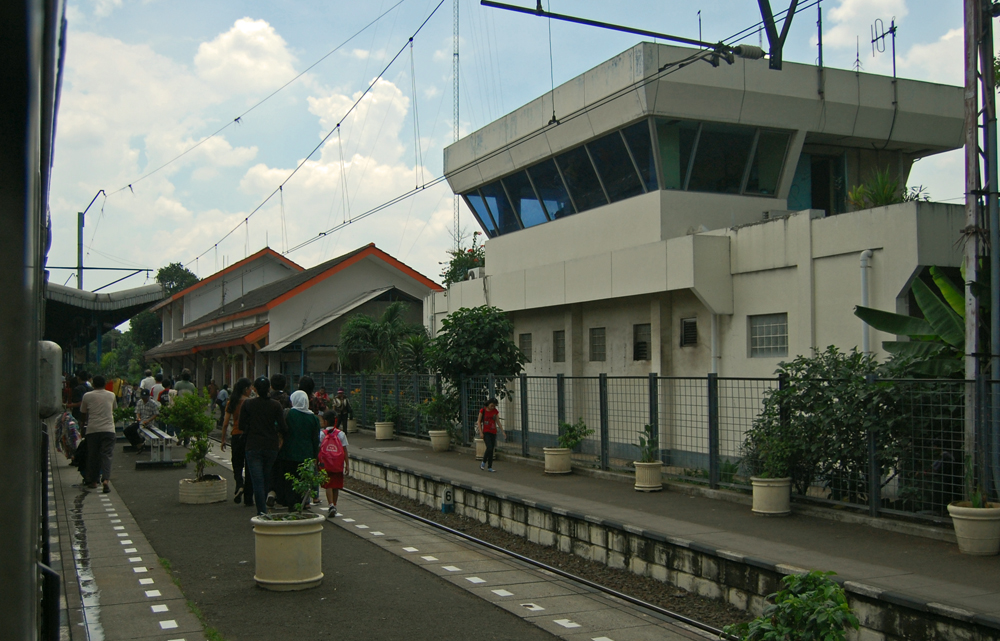
Dworzec kolei podmiejskiej w Kemayoran

Kemayoran – dzielnica Dżakarty Centralnej. W dzielnicy znajdowało się użytkowane do 1985 r. lotnisko międzynarodowe.

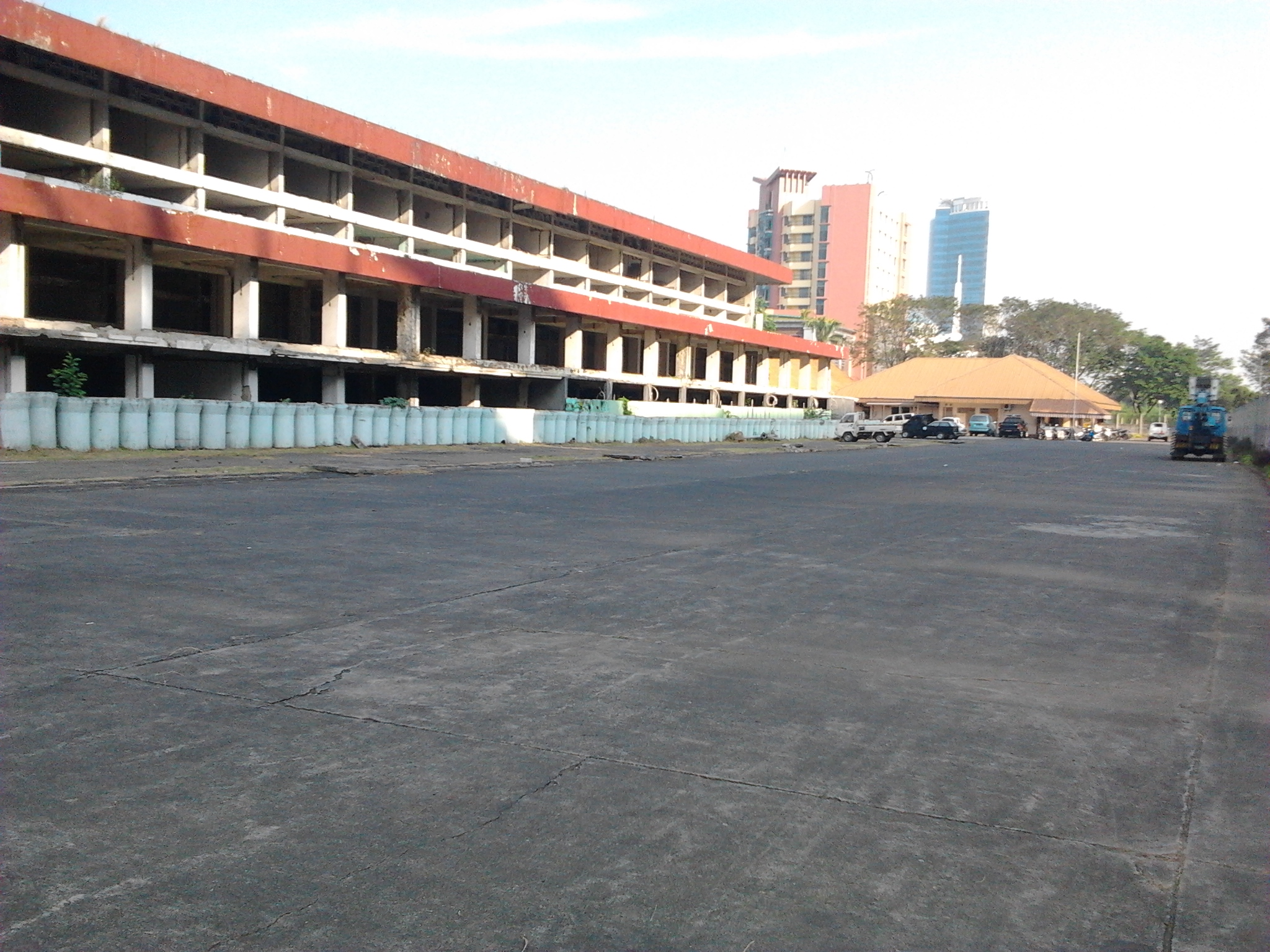
Opuszczony terminal lotniska

## Podział
W skład dzielnicy wchodzi osiem gmin (kelurahan):
- Gunung Sahari Selatan – kod pocztowy 10610
- Kemayoran – kod pocztowy 10620
- Kebon Kosong – kod pocztowy 10630
- Cempaka Baru – kod pocztowy 10640
- Harapan Mulya – kod pocztowy 10640
- Sumur Batu – kod pocztowy 10640
- Serdang – kod pocztowy 10650
- Utan Panjang – kod pocztowy 10650